# Polar-Times-Gletscher
Der Polar-Times-Gletscher ist ein Gletscher an der Ingrid-Christensen-Küste des ostantarktischen Prinzessin-Elisabeth-Lands. Er fließt in nördlicher Richtung zwischen dem Svarthausen und dem Boyd-Nunatak in den westlichen Abschnitt des Publications-Schelfeises.
Der US-amerikanische Kartograf John Hobbie Roscoe (1919–2007) kartierte ihn anhand von Luftaufnahmen der Operation Highjump (1946–1947). Roscoe benannte den Gletscher nach der Zeitschrift The Polar Times der American Polar Society in New York.